# Битва на реке Басе
Битва на реке Басе (польск. Bitwa nad Basią) — бои во время Русско-польской войны 1654—1667 между русскими отрядами и отрядами Речи Посполитой на реке Басе (сейчас Могилёвская область Белоруссии), продолжавшиеся с 24 сентября по 10 октября 1660 года.

## Состав войск противников
Командующий — боярин и воевода Юрий Долгоруков
Воеводский полк Юрия Долгорукова
- Московские чины
- Поместная конница сотенного строя
- Рейтарский полк Венедихта Змеева
- Рейтарский полк Григория Тарбеева
- Первый московский Выборный полк Агея Шепелева
- Солдатский полк Виллима Дроммонта
- Солдатский полк Альбрехта Шневенда
- Московский стрелецкий приказ Ивана Ендогурова
- Московский стрелецкий приказ Степана Коковинского
- Московский стрелецкий приказ Ивана Мещеринова
- Московский стрелецкий приказ Андрей Астафьева
- Московский стрелецкий приказ Бориса Бухвостова
- Московский стрелецкий приказ Андрея Коптева

Воеводский полк Осипа Сукина
- Поместная конница сотенного строя
- Рейтарский полк Ричарда Полмера
- Рейтарский полк Томаса Шаля
- Драгунский полк Христофора Юнкмана
- Солдатский полк Филиппа Альберта Фанбуковена
- Солдатский полк Вилима Брюса[4]

Дивизия левого крыла Великого княжества Литовского

Командующий — Павел Сапега
- 2 гусарские хоругви
- 31 казацкая и панцирная хоругвь
- 12 валашских и татарских хоругвей
- 2 полка, 7 эскадронов, 1 фрайкомпания и 4 хоругви драгун и пехоты
- 7 хоругвей венгерской пехоты

Дивизия правого крыла Великого княжества Литовского (Жмудская дивизия)

Командующий — Михаил Пац
- 4 гусарские хоругви
- 2 полка (10 рот) и лейбкампания рейтар
- 14 казацких и панцирных хоругвей
- 6 татарских хоругвей
- 3 полка, 1 эскадрон, 1 лейбкампания и 11 рот драгун
- 3 полка, 1 эскадрон и 3 хоругви пехоты

Коронная дивизия

Командующий — Стефан Чарнецкий
- 2 гусарские хоругви
- 17 казацких хоругвей
- 1 валашская хоругвь
- 2 татарские хоругви
- 1 эскадрон и 1 рота рейтар
- 1 полк, 4 роты и 1 хоругвь драгун[5]

## Ход сражения

Движение дивизии Чарнецкого к месту сражения

Русская армия из 15 тысяч человек находилась под командованием воеводы Юрия Долгорукова; армия Речи Посполитой, насчитывавшая 16 тысяч солдат, была под командованием великого гетмана Павла Яна Сапеги и Стефана Чарнецкого. Первые стычки произошли между лёгкой конницей обеих ратей и были более успешными для русской стороны.
Полномасштабная битва разыгралась 8 октября на большом поле вблизи села Углы. Атаку силами крылатой гусарии начало правое крыло Чарнецкого, опрокинув левое крыло русских и выйдя в тыл их центру, окружившему себя укреплённым табором. Дивизия Михаила Паца также опрокинула правое крыло русских, преследуя их несколько миль. При поддержке артиллерии русская пехота предприняла успешную атаку на центр литовских войск Сапеги, который ослабил свою группу войск, постоянно усиливая наступающие части Чарнецкого и Паца. Однако на флангах польская конница стала теснить русскую и в результате рассеяла её, что позволило ей окружить основные части русского войска. Но русские продолжали биться, пока поляки не остановили нападения и не отступили.
В конце дня обе стороны имели значительные потери, до тысячи человек с обеих сторон. Армия Долгорукова в бою взяла Большое знамя Замойского войска Михаила Паца, большую пушку («4 гривенки ядро») с шестёркой лошадей и знамя эскадрона второй гусарской хоругви поручика Жеронского. Согласно воспоминаниям Яна Почебута-Одленицкого, который служил в гусарской хоругви, войска Речи Посполитой захватили семь московских небольших пушек и пятнадцать знамён. Обе армии находились в состоянии пата, и в условиях постепенного наступления зимы дальнейшие действия посреди разорённой местности рассматривались в обоих станах как маловероятные.
В итоге объединённые силы Речи Посполитой решили оставить пределы Баси, чтобы разбить силы Ивана Хованского, который двигался на помощь Долгорукову. Долгоруков же не получил указаний от царя преследовать противника и остался в ожидании подкреплений.
Обе стороны приписывали себе победу. Русские не допустили возвращения противнику Могилёва, выдержавшему сильную осаду, но в начале следующего года всё равно потеряли этот город в результате восстания его жителей. В стратегическом отношении военные действия 1660 года показали, что инициатива перешла в руки Речи Посполитой.

## Потери
Русская армия понесла потери 640 убитыми и пленными и 527 ранеными. Наибольшие потери понесли полки нового строя. Среди погибших было два полковника — Христофор Юнкман и Ричард Полмер и подполковник Дмитрий Беклемишев из полка Земеева. Полковник Фанбуковен попал в плен. Русская армия потеряла 4 полковых пушки и 5 знамён.

## Участники битвы
- Полубинский Александр
- Каменский Адам
- Мурашко Денис
- Пасек, Ян Хризостом